# Lingua kwakiutl
La lingua kawkiutl è una Lingua wakashan parlata in Canada, sull'isola di Vancouver, e nella parte settentrionale dello stato di Washington, dai popoli Laich-kwil-tach e Kwakwaka'wakw.

## Lingua in pericolo
Su una popolazione di 7310 persone, i madrelingua kawkiutl sono appena 350 : come gran parte delle lingue della sua famiglia, anche il Kwakiutl soffre del processo di deriva linguistica verso l'inglese, per cui i giovani parlano questa lingua a danno di quella tradizionale.

## Esempio
La̱´maa̱n´s g̱wagwixs´alał lax̱ g̱wix´ida´as´wa̱łsa̱n gukwa̱lutida Da´naxda´x̱w lax̱ Dzawadi, le ḵ̓iḵ̓eḵa̱lasa loła ´yexwa̱x̱sa loł t̓a̱p̓idux̱da hestalisex̱ ´wi´la. We g̱wała̱l´mis ḵ̓otła̱lax̱s hiłila´metł, le gukwilida Dzawadalalistła. Mukwi sasa̱mas. La̱m om dida´la̱msis gukwa̱lut wa´okwa̱x̱s le ´la̱ḵasa t̓łiḵ̓a lax̱is dzuxwa̱msg̱a̱m, ḵu´la t̓a̱p̓idtł. Wa̱yuḵ̓wa̱sida wa´okw he g̱wix´idtłi. La̱m ḵ̓otła̱li Dzawadalalisax̱ ga̱n´s gig̱adex. "Gi´yi", nik x̱an´s gig̱a̱ma´yi. We, la̱m ´yugwa̱x´ida, ol ´yugwa. Ugwaḵ̓a̱la´mida xwak̓wa̱na la yatłudala x̱is dzuxwa̱m lak. Mut̓saḵida xwak̓wa̱na. La̱m ´ma̱nida biba̱gwana̱m x̱a da̱nas kas mugwana̱we´.